# وشنام حاجی رمضان
وشنام حاجی رمضان، روستایی از توابع بخش مرکزی شهرستان چابهار در استان سیستان و بلوچستان. ایران است.
حاجی رمضان اسم ارشد این روستا بود و به همین دلیل به این اسم نامگذاری شد.

## جمعیت
بر پایه سرشماری عمومی نفوس و مسکن در سال ۱۳۹۵، جمعیت این روستا برابر با ۱۰۲ نفر (۲۱ خانوار) بوده‌است.